# Belastingwinkel
Een belastingwinkel is in Nederland een instantie die min- en onvermogenden helpt bij diverse fiscale problemen. Dergelijke instanties zijn meestal stichtingen.
De hulp varieert van het helpen bij het doen van de aangifte inkomstenbelasting tot het vragen om kwijtschelding van een belastingschuld en alle andere voorkomende belastingproblemen. Dit kan de inkomstenbelasting betreffen, maar ook de motorrijtuigenbelasting en de onroerende-zaakbelasting. Sommige belastingwinkels procederen ook tot aan de Hoge Raad. Het leeuwendeel van de werkzaamheden van belastingwinkels bestaat echter uit het invullen van de jaarlijkse aangifte inkomstenbelasting voor particulieren, het indienen van bezwaarschriften en de verzorging van teruggaven.
De doelgroep bestaat uit min- en onvermogende particulieren. De grens wordt voor de meeste belastingwinkels vaak gesteld bij de vroegere ziekenfondsgrens of bij het modaal inkomen. Klanten die een hoger inkomen hebben worden in principe geweigerd met het argument dat de mankracht beperkt is en dat zij best zelf een belastingadviseur kunnen veroorloven. Ook ondernemers worden vaak om deze redenen geweigerd; hun aangiften zijn te tijdrovend en kosten voor belastingadvies zijn voor hen aftrekbare bedrijfskosten.
De medewerkers van de belastingwinkels zijn over het algemeen vrijwilligers. De meeste zijn studenten fiscaal recht of fiscale economie, andere vrijwilligers zijn als fiscalist in loondienst bij advieskantoren of bedrijven.